# Lazhar Hadj Aïssa
Lazhar Hadj Aïssa (en arabe : لزهر حاج عيسى), né le 23 mars 1984 à Batna en Algérie, est un footballeur international algérien, évoluant au poste de meneur de jeu au NRB Teleghma en Ligue 2 algérienne.
La presse sportive algérienne le surnomme le « Baggio algérien », pour ses grandes qualités techniques mais surtout pour sa coupe de cheveux rappelant l'international italien.
Il compte 8 sélections nationales.

## Biographie

### En club

#### Ses débuts
Il débute au sein de son club formateur le MSP Batna, club de sa ville natale, ou il passe une dizaine d'années de 10 à 20 ans.
Il est ensuite transféré a l'ES Sétif ou il est désigné meilleur espoir du Championnat algérien dès sa première saison.
Cette année-là, le journal AS le signale recommandé au Real Madrid, pour intégrer la Castilla, par Zinédine Zidane.

#### Carrière
Lors de la saison 2006-2007, avec le club sétifien, il réalise le doublé Ligue des Champions arabes-championnat d'Algérie. 
Au début de la saison 2007, il est victime avec des coéquipiers d'un accident de voiture. Il reprend l'activité sportive en décembre 2007.
Il revient sur les terrains le vendredi 11 janvier 2008 où sur une belle passe, il envoie son coéquipier Abdelmalek Ziaya marqué et permettre ainsi à Sétif d'obtenir une deuxième Ligue des Champions arabes consécutive.
Le 9 août 2009, il est annoncé partant pour le club saoudien d'Ettifaq FC mais le club sétifien le retient après avoir eu vent des difficultés financières du club saoudien.
Le 24 août 2009, il effectue des essais à Portsmouth, mais les négociations traînent et il n'obtient pas son permis de travail. 
Le samedi 19 décembre 2009, il marque a Radès et l'ES Sétif remporte la Coupe de l'UNAF. (1-1, 1-1, 6-5 tab)
En 2011, il signe 1 an dans le club koweïtien de Qadsia SC ou il remporte le championnat et la Coupe de l'Emir.
Il s'engage la saison suivante dans le club émirati d'Al Sharjah SC avant de revenir en Algérie ou le MC Alger compte sur lui. À cause d'une blessure au genou mal soignée, il n’effectue aucun match au sein du vieux club algérois et voit son contrat résilié au bout de 6mois. Il signe ensuite dans le club saoudien d'Al Safa FC. Il reviendra 1 an plus tard à Sétif ou il dispute un seul match, n'ayant toujours pas retrouvé ses véritables sensations, suffisant pour glaner un titre. À l'issue de la saison, le CRB Aïn Fakroun de retour dans l'élite algérienne l'engage, toujours sans succès. Il est laissé libre a la mi saison. Lors de la saison 2016/2017, il revient dans sa ville natale pour s'engager au sein du CA Batna. Enfin débarrassé de ses ennuis physiques, il enchaîne plusieurs matchs et marquera même son premier but depuis 5 ans.

### En équipe d'Algérie
Le 8 octobre 2005, il honore sa première sélection contre le Gabon. À ce jour, il compte 8 sélections avec l'équipe nationale avec en point d'orgue le match de gala contre le Brésil. Il participera au début de la campagne qualificative victorieuse des Algériens pour la CAN/CDM 2010 mais Rabah Saâdane de nouveau sélectionneur depuis 2008 arrêta de le sélectionner après la victoire 3-1 au stade Tchaker de Blida (Algérie) contre l'Egypte.
Il figure cependant dans la liste des 5 réservistes pour la coupe du monde 2010 en Afrique du Sud.
En 2011, il participe au Championnat d'Afrique des nations de football 2011 où l'Algérie terminera 4e.

## Carrière
- 1994-2004 : MSP Batna
- 2004-2011 : ES Sétif
- 2011-2012 : Qadsia SC
- 2012 : Sharjah SC
- 2013 : MC Alger
- 2014 : Al Safa
- 2014-2015 : ES Sétif
- 2015 : CRB Aïn Fakroun
- 2016-2017 : CA Batna
- 2018- : MSP Batna

## Palmarès

### En club
| ES Sétif \| - Championnat d'Algérie (3) : - Champion : 2007, 2009 et 2015. - Coupe d'Algérie (1) : - Vainqueur : 2009-10. - Coupe nord-africaine des clubs champions (1) : - Vainqueur : 2009. \| \| - Supercoupe de l'UNAF (1) : - Vainqueur : 2010. - Coupe de la confédération : - Finaliste : 2009. - Ligue des champions arabes (2) : - Vainqueur : 2007 et 2008. \| |  | Qadsia SC - Championnat du Koweït : - Vainqueur : 2012 - Coupe du Koweït (1) : - Vainqueur : 2012. - Coupe Crown Prince du Koweït : - Finaliste : 2012            |
| - Championnat d'Algérie (3) : - Champion : 2007, 2009 et 2015. - Coupe d'Algérie (1) : - Vainqueur : 2009-10. - Coupe nord-africaine des clubs champions (1) : - Vainqueur : 2009. |  | - Supercoupe de l'UNAF (1) : - Vainqueur : 2010. - Coupe de la confédération : - Finaliste : 2009. - Ligue des champions arabes (2) : - Vainqueur : 2007 et 2008. |

### Distinctions personnelles
- Meilleurs Espoir DZfoot de l'année 2005
- Meilleurs Espoir L'Etoile d'Or  de l'année 2005

- El Heddaf-Le Buteur Meilleur joueur espoir  algérien de l’année 2005
- El Heddaf-Le Buteur  Prix de l’estime du public 2006
- 2e meilleur joueur espoirs arabe de l'année 2006 (par le magazione sportif libanais El Hadath Errayadhi)
- Meilleur joueur de la Ligue des champions arabes (ACL) 2006/2007